# Le Petit Mistouk
Pour les articles homonymes, voir Mistouk.
Le Petit Mistouk est un ruisseau, affluent de la rivière Mistouk, coulant sur la rive Nord-Ouest du fleuve Saint-Laurent, dans les municipalités de L'Ascension-de-Notre-Seigneur et de la ville d’Alma, dans la municipalité régionale de comté (MRC) de Lac-Saint-Jean-Est, dans la région administrative de Saguenay-Lac-Saint-Jean, dans la Province de Québec, au Canada.
Le bassin versant du Le Petit Mistouk est surtout desservi par la route de l’Église et le chemin du 7e rang Est dans L'Ascension-de-Notre-Seigneur,,.
La foresterie et l’agriculture constituent les principales activités économiques du bassin versant.
La surface du Le Petit Mistouk est habituellement gelée de la fin novembre au début avril, toutefois la circulation sécuritaire sur la glace se fait généralement de la mi-décembre à la fin mars.

## Géographie
Les principaux bassins versants voisins du Le Petit Mistouk sont :
- Côté Nord : Rivière Péribonka, rivière Alex ;
- Côté Est : Rivière Mistouk, lac Labrecque, rivière aux Sables, ruisseau Pouliot, lac Tchitogama, rivière des Aulnaies, rivière Shipshaw ;
- Côté Sud : La Grande Décharge, rivière Mistouk, rivière Saguenay ;
- Côté Ouest : Rivière Mistouk, rivière à la Pipe, rivière aux Harts, rivière Péribonka, rivière Taillon, lac Saint-Jean[2].

Le Petit Mistouk prend sa source à l’embouchure d’un lac non identifié en zone de villégiature ; ce lac fait partie d’un ensemble de cinq lacs, notamment :
Maltais, Petits lacs Bleus et Élie-Gagnon. Cette source est située dans la municipalité de L'Ascension-de-Notre-Seigneur, à :
- 2,1 km au Sud d’une courbe de la rivière Péribonka ;
- 4,2 km au Nord du centre du village de L'Ascension-de-Notre-Seigneur ;
- 12,0 km) au Nord-Ouest de l’embouchure de la rivière Mistouk ;
- 9,0 km au Nord-Ouest de l’embouchure du Le Petit Mistouk (confluence avec la rivière Mistouk)[2],[5].

À partir de l’embouchure du lac de tête, située au Sud du lac, Le Petit Mistouk coule sur 11,6 km, surtout en zones agricoles en traversant quelques zones forestières, selon les segments suivants :
- 1,8 km vers le Sud-Est, notamment en traversant le lac Petits lacs Bleus (longueur : 0,5 km ; altitude : 168 m), en coupant le chemin du 5e Rang Ouest, ainsi qu’en traversant le lac Élie-Gagnon et un autre lac non identifié jusqu’à l’embouchure de ce dernier ;
- 5,3 km vers le Sud-Est en coupant la route de l’Église (sens Nord-Sud), puis en formant un crochet vers l’Ouest pour se rapprocher de la partie Est du village de L'Ascension-de-Notre-Seigneur, jusqu’au chemin du 7e Rang Est qu’elle coupe à 0,9 km à l’Est du village ;
- 4,5 km vers le Sud-Est en traversant la limite Nord d’Alma, jusqu’à l’embouchure de la rivière[2].

Le Petit Mistouk se déverse dans un coude de rivière sur la rive Nord de la rivière Mistouk. Cette embouchure est située à :
- 2,8 km au Nord-Est de l’embouchure de la rivière Mistouk (confluence avec La Grande Décharge) ;
- 4,2 km au Nord-Est du centre du village de Saint-Cœur-de-Marie ;
- 12,0 km au Nord-Ouest du centre-ville d’Alma ;
- 10,2 km au Nord-Est de l’embouchure du lac Saint-Jean ;
- 49,5 km au Nord-Ouest du centre-ville de Saguenay[2].

## Toponymie
Le toponyme « Le Petit Mistouk » est lié à celui de la « rivière Mistouk ».
Le toponyme de « Le Petit Mistouk » a été officialisé le 5 septembre 1985 à la Banque des noms de lieux de la Commission de toponymie du Québec.